# Rolle (district)
Het district Rolle (Frans: District de Rolle) is een bestuurlijke eenheid binnen het kanton Vaud. De hoofdplaats is Rolle. Het district is in de cirkels (Frans: Cercle) Gilly en Rolle opgesplitst.
Het district heeft een oppervlakte van 44,16 km² en 11.694 inwoners (eind 2003) en bestaat uit de volgende 13 gemeenten:
| Bursinel             | 371 | 1,76 |
| Bursins              | 667 | 3,36 |
| Burtigny             | 306 | 5,69 |
| Dully                | 497 | 1,66 |
| Essertines-sur-Rolle | 623 | 6,92 |
| Gilly                | 866 | 7,78 |
| Luins                | 496 | 2,69 |
| Tartegnin            | 209 | 1,09 |
| Vinzel               | 319 | 1,11 |

| Allaman        | 401  | 2,60 |
| Mont-sur-Rolle | 2106 | 3,89 |
| Perroy         | 1219 | 2,89 |
| Rolle          | 4811 | 2,72 |

Aigle · Broye-Vully · Gros-de-Vaud · Jura-Nord vaudois · Lausanne · Lavaux-Oron · Morges · Nyon · Ouest lausannois · Riviera-Pays-d'Enhaut

Voormalige districten: Aubonne · Avenches · Cossonay · Echallens · Grandson · La Vallée · Lavaux · Moudon · Orbe · Oron · Payerne · Pays-d'Enhaut · Rolle · Vevey · Yverdon